# Prokopov

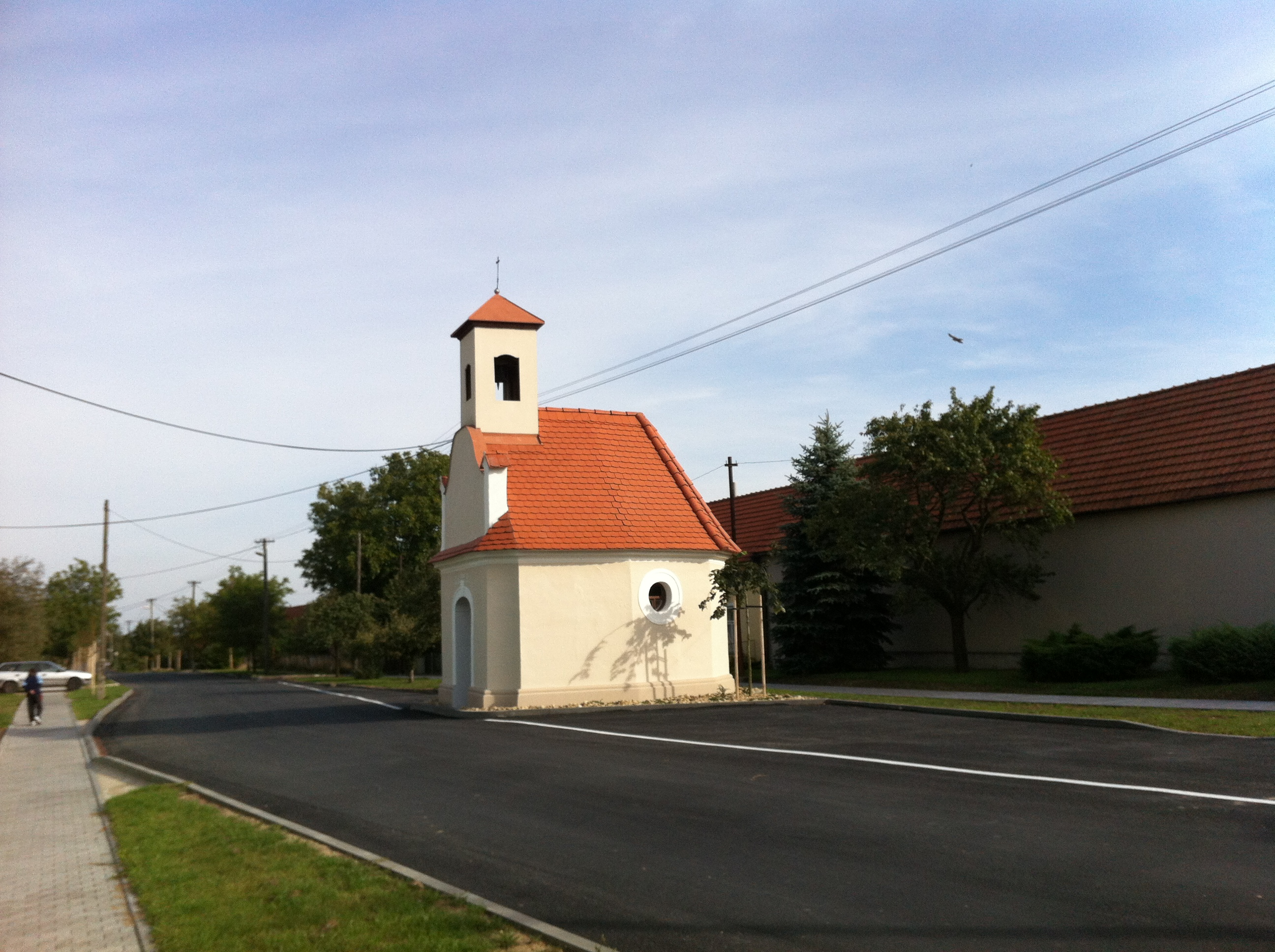
Kapelle der Jungfrau Maria

Prokopov (deutsch Prokopsdorf) ist eine Gemeinde in Tschechien. Sie liegt neun Kilometer südöstlich der Stadt Moravské Budějovice und gehört zum Okres Znojmo.

## Geographie
Prokopov befindet sich auf einer Anhöhe zwischen den Tälern der Nedveka und Jevišovka in der südmährischen Thaya-Schwarza-Talsenke. Nordwestlich des Dorfes liegt der 416 m hohe Hügel "Za Ovčírnou", auf dem sich eine jungsteinzeitliche Burgstätte befand.
Nachbarorte sind Hostim im Norden, Jiřice u Moravských Budějovic im Osten, Boskovštejn im Südosten, Grešlové Mýto im Süden, Blanné im Südwesten, Blížkovice im Westen, sowie Vesce und Zvěrkovice im Nordwesten.

## Geschichte
Archäologische Funde belegen eine Besiedlung des Ortes in der Jungsteinzeit und Kupferzeit, auf der Anhöhe "Za Ovčírnou" war eine frühzeitliche Burgstätte gestanden.
Die eigentliche Geschichte des Ortes setzt jedoch erst im Jahre 1789 ein. Nachdem die Grafen von Gatterburg die Herrschaft Hösting erworben hatten, gründete 1789 Prokop von Gatterburg südlich von Hösting den Ort Nová Ves / Neudorf, der neun Jahre später, nach dessen Tode den Beinamen Prokopov / Prokopsdorf erhielt. Prokopsdorf teilte die Geschichte der Herrschaft Hösting, die 1798 Anton Graf Meraviglia mit den zugehörigen Dörfern Blann, Boskowstein, Gröschlmaut, Irschitz, Prokopsdorf, Roskosch und Zerkowitz erwarb. 1885 wurde der amtliche Name von Nová Ves in Prokopov geändert.

## Sehenswürdigkeiten
- Marienkapelle
- Flurkreuz, errichtet 1828